# Johann Friedrich Conrad Plambeck
Johann Friedrich Conrad Plambeck (* 27. Dezember 1802 in Hamburg; † 2. März 1876 ebenda) war ein deutscher Politiker.

## Leben
Plambeck erlernte zunächst das Handwerk des Tischlers und betrieb später in Hamburg einen Handel mit Holz. Für das Kirchspiel St. Michaelis gehörte er von 1859 bis 1865 der Hamburgischen Bürgerschaft an.